# 欧里佐纳
欧里佐纳是巴西巴拉那州的一个市镇。总面积176.457平方公里，总人口3384人，人口密度19.2人/平方公里。